# Tetramorium confine
Tetramorium confine är en myrart som beskrevs av Alexander G. Radchenko och Arakelian 1990. Tetramorium confine ingår i släktet Tetramorium och familjen myror. Inga underarter finns listade i Catalogue of Life.